# Sinfonía n.º 94 (Haydn)

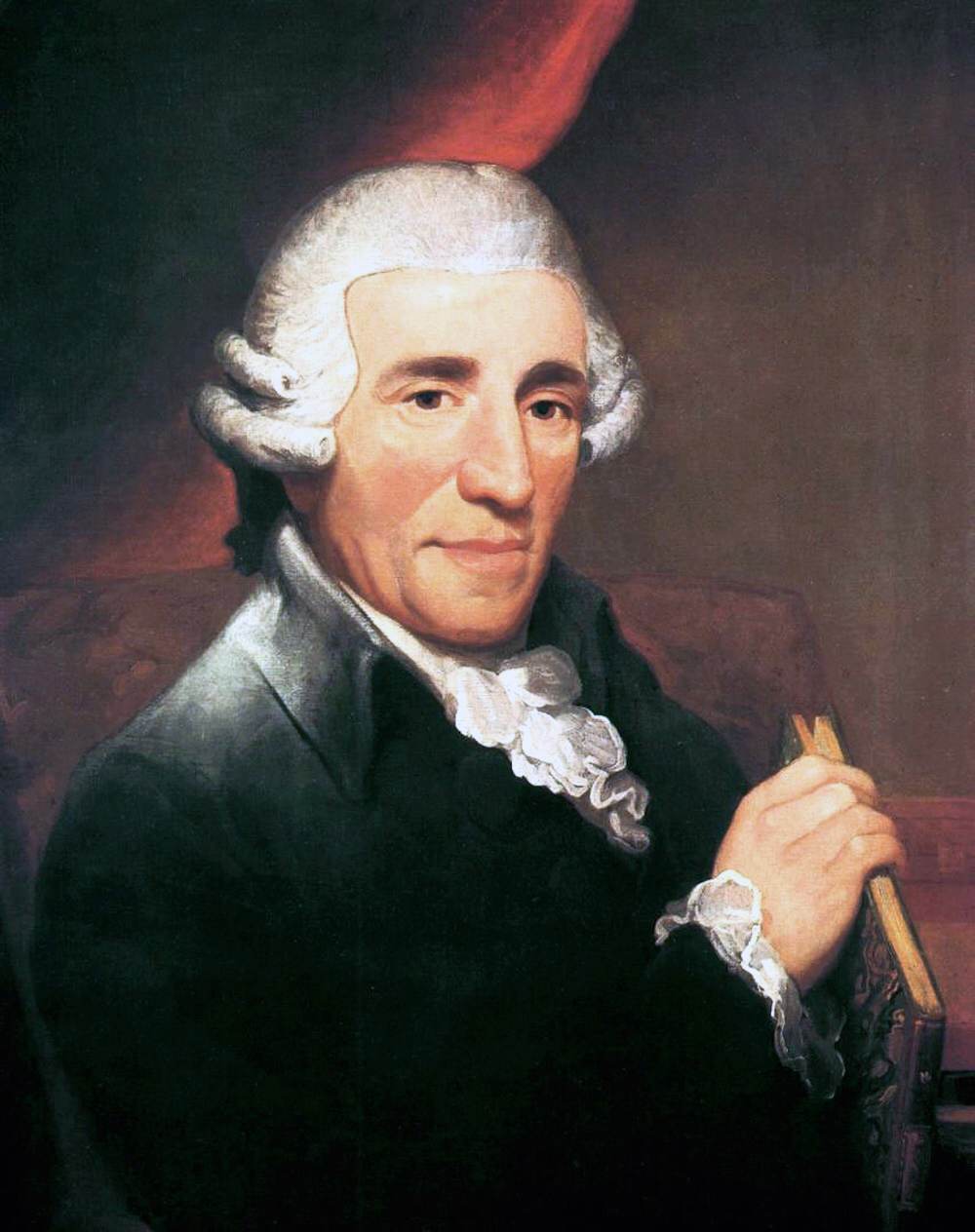
Haydn en 1791.

La Sinfonía n.º 94, en sol mayor, Hob. I:94, también conocida como Sorpresa o Del toque de timbal (en alemán, Mit dem Paukenschlag), fue compuesta por Joseph Haydn en 1791. Es la segunda de las denominadas Sinfonías de Londres (n.º 93 - 104).

## Historia

### Composición
La producción sinfónica del maestro austríaco puede dividirse a grandes rasgos en tres bloques temporales: el primer bloque (1757-1761) se corresponde con su periodo al servicio del conde Carl von Morzin (n.º 1 - n.º 5); el segundo bloque en la corte Esterházy (1761-1790 pero con la última sinfonía para el público de Esterházy en 1781); y el tercer bloque (1782-1795) comprende las Sinfonías de París (n.º 82 - n.º 87) y las Sinfonías de Londres (n.º 93 - n.º 104). El 1 de mayo de 1761 el compositor firmó su contrato como vice-kapellmeister (más tarde kapellmeister) de la familia Esterházy, que nominalmente duró 48 años, hasta su muerte.
La composición de esta pieza se desarrolló en 1791. Se conserva la partitura manuscrita autógrafa. Haydn había sido compositor de la corte del príncipe Nicolás Esterházy durante 28 años cuando éste murió en 1790. El sucesor de Nicolás, su hijo Antón, no era un gran aficionado a la música y desmanteló en gran medida el entramado musical de la familia. El compositor se trasladó a Viena y no tardó en recibir numerosas ofertas de empleo. La más interesante procedía del violinista y empresario Johann Peter Salomon, que le ofreció una considerable suma de dinero para presentar varias obras nuevas en una serie de conciertos en Inglaterra, en lo que sería su primer viaje fuera de Austria. Su primera estancia en Londres, que fue un gran éxito según todos los testimonios, empezó el 1 de enero de 1791 y finalizó en julio de 1792 con su regreso a Viena. Con motivo de este viaje el compositor escribió una primera serie de seis sinfonías "londinenses" (n.º 93 - 98) y la n.º 94 es la segunda de esta primera serie.
El sobrenombre Sorpresa o La del toque de timbal, así como gran parte de su fama, se debe al comienzo de su segundo movimiento, que tras un inicio suave se oye un súbito acorde muy fuerte. Al parecer Andrew Ashe, un flautista de la orquesta de Salomon, fue quien asignó el sobrenombre Sorpresa a la obra. Según el propio flautista escribió en su copia de la partitura: "Mi apreciado amigo Haydn me dio las gracias por darle un nombre tan apropiado".

### Estreno y publicación

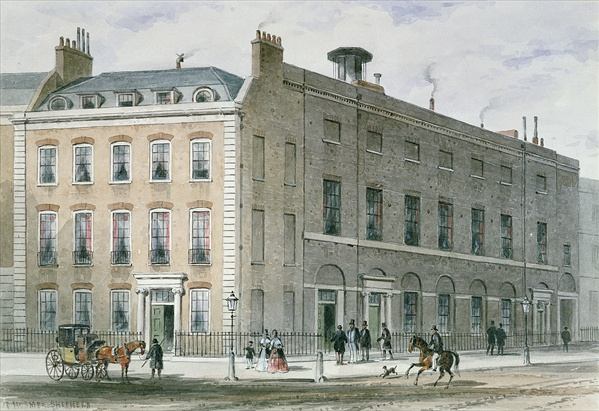
Hanover Square de Londres, lugar del estreno.

El estreno se celebró el 23 de marzo de 1792 en Hanover Square Concert Rooms de Londres bajo la dirección del propio compositor a mediados de la segunda temporada.
La primera edición fue llevada a cabo en 1795 por el editor Johann André en Offenbach.

## Instrumentación
La partitura está escrita para una orquesta formada por:
- Viento madera: 2 flauta, 2 oboes y 2 fagotes.
- Viento metal: 2 trompas y 2 trompetas.
- Percusión: timbales.
- Cuerda: una sección de cuerdas con 2 violines, viola, violonchelo y contrabajo.

Es la única sinfonía del Clasicismo en requerir tres alturas diferentes en los timbales, en lugar de las dos habituales afinados en la tónica y la dominante. En aquella época el intérprete de los timbales se veía obligado a cambiar la afinación del timbal en sol a la en la sección de desarrollo del movimiento inicial. En la actualidad se utilizan tres timbales. En cuanto a la participación del clavecín como bajo continuo en las sinfonías de Haydn existen diversas opiniones entre los estudiosos: James Webster se sitúa en contra; Hartmut Haenchen a favor; Jamie James en su artículo para The New York Times presenta diferentes posiciones por parte de Roy Goodman, Christopher Hogwood, H. C. Robbins Landon y James Webster. A partir de 2019 la mayor parte de las orquestas con instrumentos modernos no utiliza el clavecín como continuo. No obstante, existen grabaciones con clavecín en el bajo continuo realizadas por: Trevor Pinnock (Sturm und Drang Symphonies, Archiv, 1989-1990); Nikolaus Harnoncourt (n.º 6–8, Das Alte Werk, 1990); Sigiswald Kuijken (incluidas las Sinfonías de París y Londres; Virgin, 1988-1995); Roy Goodman (Ej. n.º 1-25, 70-78, 82-87; Hyperion, 2002).
Numerosas fuentes muestran que Haydn dirigió sus sinfonías en los conciertos de Londres inicialmente desde el clavecín y a partir de 1792 desde el pianoforte, como era la práctica interpretativa de la época. Esto indica el uso de un instrumento de teclado (es decir, clavecín o pianoforte) como continuo en las Sinfonías de Londres. Incluso James Webster, uno de los principales detractores del uso del clavecín como continuo, excluye las sinfonías londinenses de su idea de que Haydn no empleó clavecín u otro instrumento de teclado para tocar el continuo. "Y, por supuesto, el argumento se refiere exclusivamente a las sinfonías anteriores a Londres y a las interpretaciones fuera de Inglaterra".

## Estructura y análisis
La sinfonía consta de cuatro movimientos:
- I. Adagio – Vivace assai, en sol mayor 6
8
- II. Andante, en do mayor 2
4
- III. Menuet. Allegro molto – Trio, en sol mayor 3
4
- IV. Finale. Allegro molto, en sol mayor 2
4

La interpretación de esta obra dura aproximadamente entre 20 y 25 minutos.  

### I.Adagio – Vivace assai
El primer movimiento, Adagio – Vivace assai, está escrito en la tonalidad de sol mayor, en compás de 6/8 y sigue la forma sonata. Se abre de forma tierna con un tema principal genial y suavemente oscilante que va adquiriendo fuerza a medida que se desarrolla. El tema principal no comienza en la tónica, sino que sólo acaba en ella durante el desarrollo. Como ocurre a menudo con Haydn, la recapitulación de los temas iniciales es en realidad una extensión de su desarrollo. Hay un bonito pasaje para las maderas justo antes del desenlace.

### II.Andante
El segundo movimiento, Andante, está en do mayor y en compás de 2/4. El movimiento lento es el que da su sobrenombre Sorpresa a la sinfonía. Se trata de un magistral tema con variaciones que se inicia con una melodía dulce e infantil interpretada en piano. A medida que se va desgranando se hace cada vez más suave en pianissimo, hasta llegar casi al silencio... y de repente suena un acorde en fortissimo de toda la orquesta. La estructura es la siguiente:
- Variación I: es tormentosa y dramática.
- Variación II: va dulcemente decorada por las maderas.
- Variación III: es impulsada por las trompetas y los timbales.
- La conclusión es tranquila y conmovedora, lo cual constituye una sorpresa en sí misma.

En vida del compositor circularon numerosas anécdotas y teorías sobre por qué había insertado esa "sorpresa", que de hecho fue una ocurrencia posterior y no figura en su manuscrito original. Un relato nos cuenta que Haydn pudo haber dicho: "¡Esto hará saltar a las damas!" Al parecer el sobresalto provocó el desvanecimiento de varias damas de la alta sociedad londinense de constitución más delicada. También es posible que pensara en los ancianos del público o los despiertos oyentes de los conciertos de Salomón que, adormecidos por las copiosas cenas y las copas de más, se quedaban dormidos en cuanto empezaba la música. Preguntado posteriormente, el maestro austríaco admitió a su primer biógrafo Georg August Griesinger que incluyó la "sorpresa" sencillamente para que la obra fuera memorable frente a su competencia. Con el éxito abrumador de los conciertos de Salomon y Haydn, había surgido una serie de conciertos rivales bajo la dirección del compositor y antiguo alumno suyo, Ignaz Pleyel.

«Le pregunté [a Haydn] en broma si era cierto que había compuesto el Andante con el golpeteo de los timbales para despertar a los ingleses dormidos. "No", respondió, "pero era mi deseo sorprender al público con algo nuevo, y debutar de una manera brillante para no ser superado por mi alumno Pleyel, que por aquel entonces trabajaba con una orquesta en Londres y cuyos conciertos se inauguraron ocho días antes que los míos"...»

### II.Menuet.Allegro molto – Trio
El tercer movimiento, Menuet. Allegro molto – Trio, está en sol mayor y en compás de 3/4. El minueto es una danza totalmente alpina de carácter breve y agresivo. Cuenta con una elegante sección central para cuerdas a las que se une un fagot solista. Cabe destacar la indicación de tempo, muy rápida, ya que marca el cambio histórico del minueto clásico, que se tocaba a un tempo más lento y bailable, hacia el scherzo. De hecho, Haydn en los minuetos incluidos en sus últimos cuartetos empezó a utilizar la indicación Presto. 

### IV.Finale.Allegro molto
El cuarto y último movimiento, Finale. Allegro molto, retoma la tonalidad inicial y el compás es 2/4. El chispeante Finale continúa el sutil humor del tema principal y pone fin a la sinfonía con un estimulante kehraus. Este y otros finales de las 12 sinfonías "londinenses", exigen una interpretación verdaderamente virtuosística de las cuerdas. Lo que hace pensar que los músicos de Salomon en Londres debían de ser un grupo formidable.

## Recepción de la obra
Tras el estreno en Londres obtuvo un enorme éxito instantáneo de público y crítica. El segundo movimiento fue el que generó más entusiasmo.
El crítico del Woodfall's Register escribió sobre el estreno lo siguiente:

«La tercera obra de Haydn era una nueva Obertura [es decir, sinfonía], de un mérito muy extraordinario. Era sencilla, profunda y sublime. El movimiento andante fue particularmente admirado.»

El crítico de The Morning Herald escribió:

«La sala estaba abarrotada anoche... Una nueva composición de un hombre como Haydn es un gran acontecimiento en la historia de la música. Su novedad de anoche fue una gran Obertura, cuyo tema era notablemente simple, pero se extendía a una vasta complicación, exquisitamente [sic] modulada e impactante en su efecto. Los aplausos de la crítica fueron fervientes y abundantes.»

Junto con la Sinfonía n.º 100 Militar de 1794 de la segunda estancia de Haydn en Londres, la n.º 94 escrita para la primera temporada de los conciertos de Salomon en Londres, es una de las obras inglesas más importantes de Haydn. El grado de popularidad que alcanzó esta obra resultó nefasto para una comprensión más profunda de la misma. Esta sinfonía ocupa aproximadamente la misma posición en el repertorio actual de Haydn que Eine kleine Nachtmusik en el repertorio de Mozart o la Sinfonía n.º 5 en el de Beethoven.